# Hallington (Lincolnshire)
Hallington – osada i civil parish w Anglii, w Lincolnshire, w dystrykcie East Lindsey. W 2001 civil parish liczyła 48 mieszkańców. Hallington jest wspomniana w Domesday Book (1086) jako Halintun.